# Bitwa morska pod Scheveningen

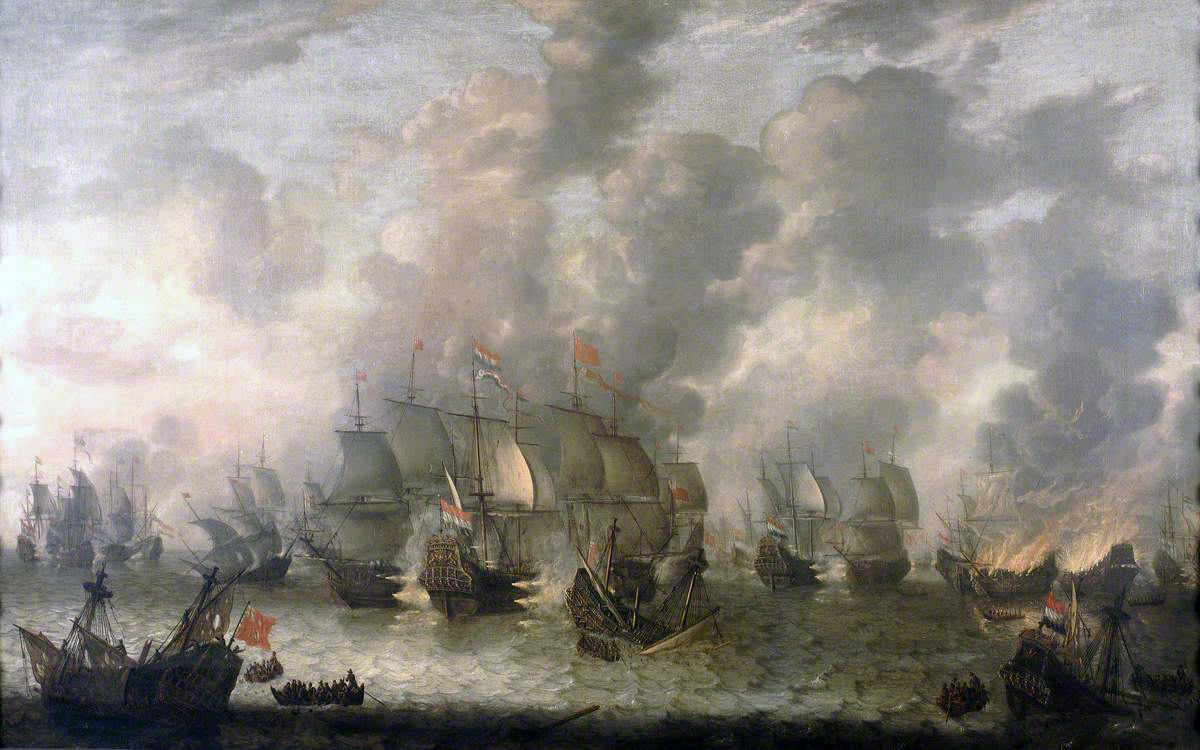
Bitwa pod Scheveningen, 10 sierpnia 1653, Jan Abrahamsz Beerstraaten, namalowany w 1654, przedstawia bitwę od strony holenderskiego wybrzeża

Bitwa morska pod Scheveningen (znana także pod nazwą bitwy pod Texel, bitwy pod Ter Heijde albo bitwy pod Katwijk aan Zee - Scheveningen) – starcie zbrojne, które miało miejsce w dniach od 8 do 10 sierpnia 1653 podczas pierwszej wojny angielsko-holenderskiej.
Po zwycięstwie w bitwie pod Gabbard w czerwcu 1653 angielska flota złożona ze 120 okrętów pod wodzą George'a Moncka blokowała holenderskie wybrzeża, przechwytując wiele statków handlowych. Holenderska gospodarka natychmiast zaczęła podupadać: zapanowało masowe bezrobocie a nawet głód. Dnia 3 sierpnia holenderski admirał-porucznik Maarten Tromp wyszedł w morze na okręcie "Brederode" z flotą liczącą 100 okrętów w celu zlikwidowania blokady koło wyspy Texel, gdzie Anglicy schwytali 27 statków Witte de Witha. Dnia 8 sierpnia Anglicy spostrzegli Trompa i ruszyli na południe, pozwalając De Withowi wyśliznąć się z pułapki i spotkać się następnego dnia z Trompem daleko od Scheveningen.
Anglicy dopadli połączoną flotę holenderską wcześnie 10 sierpnia i zaatakowali. Tromp zginął na początku bitwy trafiony przez snajpera usadowionego wśród takielunku okrętu Williama Penna. Śmierć Trompa trzymano w tajemnicy aby zachować wysokie morale wśród floty holenderskiej, lecz późnym popołudniem 12 okrętów zostało zatopionych lub zdobytych przez Anglików i Holendrzy zostali zmuszeni do odwrotu do Texel. Angielska flota z powodu pokaźnych uszkodzeń musiała wrócić do portu dla dokonania napraw, zdejmując w ten sposób na pewien czas blokadę wybrzeży Holandii.
Najdziwniejsze jest to, że obie strony uważały się za zwycięzców w tej bitwie: Anglicy z powodu swej przewagi taktycznej, Holendrzy z powodu osiągnięcia celu swego ataku, którym była likwidacja blokady holenderskich wybrzeży. Śmierć Trompa była ciężkim ciosem dla Holendrów. Niewielu w tym momencie wierzyło w zwycięstwo nad Anglią. Frakcja Oranżystów straciła polityczne wpływy i Johan de Witt pragnął dać traktatowe zapewnienia dla Cromwella, że infant Wilhelm III Orański nigdy nie zostanie stadhouderem, co mogłoby przemienić Holandię w bazę dla restauracji panowania w Anglii dynastii Stuartów. Negocjacje pokojowe ruszyły pełną parą, doprowadzając do traktatu pokojowego w Westminster w 1654.